# Plumbonacriet
Plumbonacriet is een transparant, kleurloos tot wit, lood(II)carbonaat met de chemische formule Pb5(CO3)3O(OH)2, ook wel geschreven als 3PbCO3·Pb(OH)2·PbO. Het bestaat uit hexagonale kristallen in laagjes. Omdat het mineraal een parelachtige glans heeft wordt het nacriet genoemd, naar het Franse woord nacre, dat parelmoer betekent. Plumbo is een vervoeging van plumbum, de Latijnse naam van het element lood (Pb), dat in het mineraal aanwezig is.  

## Ontdekking en voorkomen
Het komt als mineraal voor in de Clara-Mijn bij Oberwolfach (Duitsland), in de Torr Works Quarry in Cranmore (Engeland) en in de Mammoth mine in Pinal County, (Verenigde Staten). Het werd in 1889 beschreven door Matthew Forster Heddle.
Het mineraal ontstaat ook als lood in een houten kast of lade wordt bewaard en daarin corrodeert.

## Voorkomen in schilderijen van Rembrandt

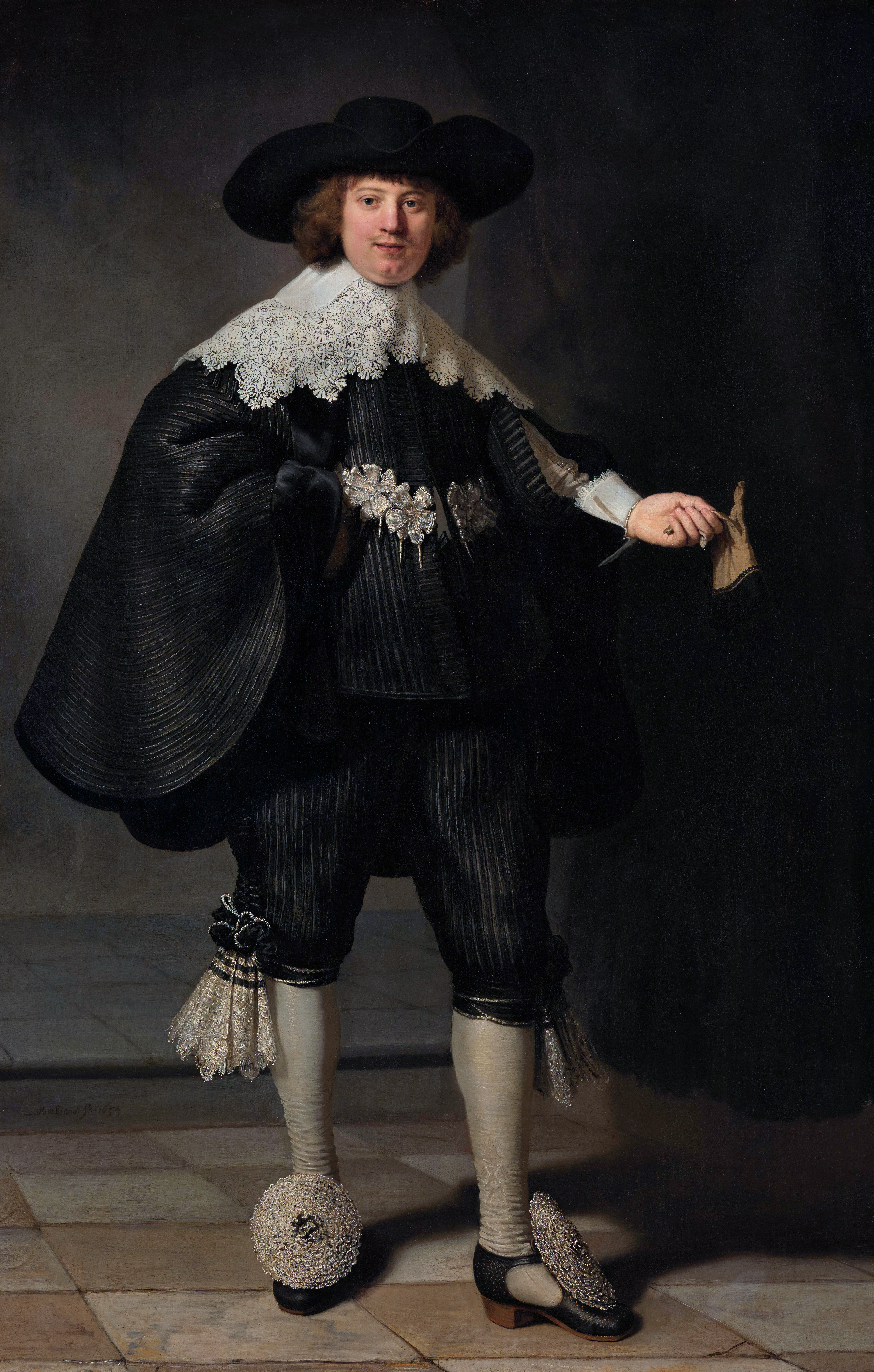
In de bloemen op de buik van Maarten Soolmans bevindt zich plumbonacriet

In 2019 werd onthuld wat de precieze samenstelling was van het witte impasto dat de kunstschilder Rembrandt in zijn werk toepaste. In de impastotechniek worden als toplaag dikke klodders of vegen verf aangebracht waarvan het reliëf plastisch werkt. De reflecties en de schaduwen van deze dikke gedeeltes verf maakt de impasto-techniek uiterst geschikt om door snel "hoogsels" aan te brengen, de glimlichten van een geschilderd object weer te geven. In navolging van Titiaan experimenteerde Rembrandt met allerlei methoden om witte impasto's  te bereiken. In de zeventiende eeuw was het verreweg belangrijkste witte pigment loodwit. Indertijd was onbekend dat dit in feite een mengsel van twee stoffen vormde: Pb3(CO3)2·(OH)2 (hydrocerussiet) en PbCO3 (cerussiet). De verhouding tussen die twee stoffen varieerde en kan ook na het schilderen nog veranderen tijdens de veroudering van de verflaag. Daarbij verandert ook de transparantie van de verffilm met belangrijke consequenties voor de conservering van het schilderij. Dat maakt het een belangwekkend onderwerp voor wetenschappelijk onderzoek. Met röntgenstralen mat men wat tegenwoordig precies de verhouding was in de oude schilderijen van Rembrandt. Daarbij ontdekte men de onverwachte aanwezigheid van plumbonacriet in het impasto. Men stelde verschillende hypothesen op om dat te verklaren. De mogelijkheid werd overwogen dat het ontstaan was tijdens de fabricage van het loodwit. Die hypothese werd echter verworpen omdat het loodwit bij de productie gewassen werd in azijn wat het plumbonacriet vernietigd zou hebben. Een andere verklaring was dat het gevormd was door de inwerking van schoonmaakmiddelen tijdens een restauratie van de schilderijen. Dat wordt echter weerlegd door het feit dat het plumbonacriet door de hele laag heen voorkomt en niet alleen aan het oppervlak. Uiteindelijk concludeerde men dat het plumbonacriet onbedoeld gevormd werd doordat Rembrandt de reologie van het impasto probeerde te beheersen. Het in die tijd gebruikte bindmiddel van olieverf, lijnolie, is namelijk dun vloeibaar. Een methode om de verf dikker te maken was het koken van de lijnolie. Lang doorgekookte lijnolie heeft een grote viscositeit en wordt daarom ook wel standolie genoemd. Daaraan heeft Rembrandt op grond van een, overigens nooit gedocumenteerd, recept, nog een andere stof toegevoegd als siccatief ofwel droogmiddel, wellicht loodoxide (loodglit). Door de chemische reactie van loodglit met het alkalische medium lijnolie ontstond een pasteuze verf die niet druipt en waarin plumbonacriet aanwezig is. Om deze hypothese te testen liet men een laag olie met loodglit, aangemaakt volgens een vroeg-zeventiende-eeuws recept van Theodore Turquet de Mayerne, negen jaar lang op natuurlijke wijze verouderen. Na die negen jaar bleek in de hele laag plumbonacriet aanwezig te zijn.
Dat plumbonacriet aanwezig is, bleek uit onderzoek naar de samenstelling van de chemische stof in kleine monsters (< 0,1 mm) van drie schilderijen van Rembrandt. Dit onderzoek werd uitgevoerd in samenwerking van de Technische Universiteit Delft en de European Synchrotron Radiation Facility. Een van de onderzochte schilderijen was het portret van Maarten Soolmans, een ander Bathseba met de brief van koning David.

## Voorkomen in andere schilderijen
De stof is ook in twintigste-eeuwse schilderijen aangetroffen maar is daar uiterst zeldzaam. Het is mede ontdekt in het verbleekte pigment loodmenie (Lood(II,IV)oxide) in een schilderij van Vincent van Gogh. Daar komt het plumbonacriet voor als tussenvorm, want onder invloed van lucht verandert plumbonacriet in hydrocerussiet en na CO2-absorptie in cerussiet.